# امید (فیلم ۱۹۵۷)
امید (به هندی: Aasha) و (به انگلیسی: Hope) فیلمی هندی محصول سال ۱۹۵۷ و به کارگردانی ام. وی رامان است. در این فیلم بازیگرانی همچون کیشور کومار، ویجینتی مالا، پران، اوم پراکاش و لالیتا پاوار ایفای نقش کرده‌اند.